# Хорива, 2
Сади́ба на Хори́ва (також «садиба Дмитрієва») — комплекс XIX сторіччя, який складається із двох житлових будинків й одного флігеля на Подолі. Розташована на вулиці Хорива, 2-А, 2-Б, 2-Д поруч із церквою Миколи Притиска, позаду Житнього ринку.
Наказом Міністерства культури України № 869 від 15 жовтня 2014 року будівлі внесені до обліку пам'яток архітектури місцевого значення (охоронний номер № 955/1-Кв і № 955/2-Кв).
Будинок № 2-Б (1830) — одна з небагатьох споруд в Києві доби класицизму. Прибутковий будинок (№ 2-А) — характерний зразок житлово-торговельної споруди Подолу межі XIX—ХХ сторіч.
Станом на 2020 рік, садиба перебуває на межі знищення.

## Історія ділянки

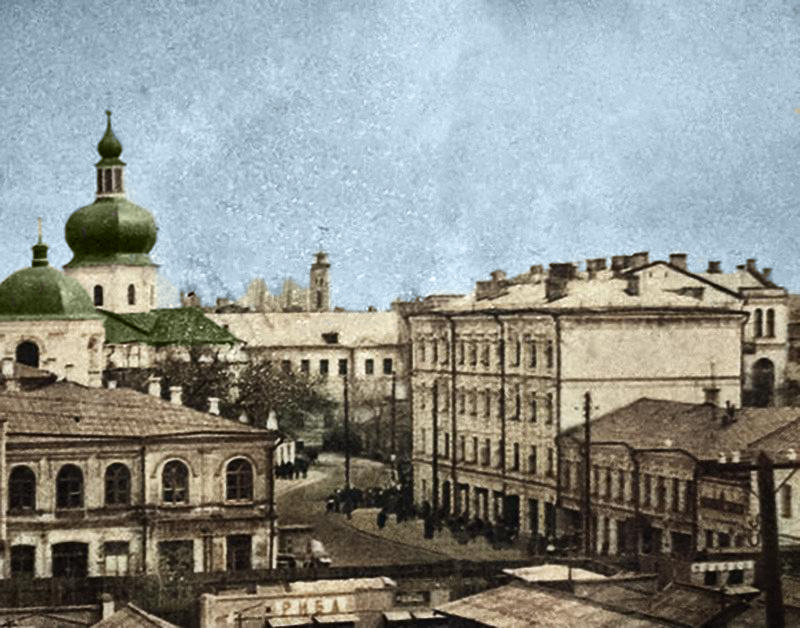
Церква Миколи Притиска (зліва), будинки № 2-А і 2-Б (справа). Фото 1940-х

З 1660 року в садибі, яка об'єднувала тоді ділянки № 2 і 4, стояла кам'яниця Сави Туптала, соратника Богдана Хмельницького. Після великої пожежі 1811 року виокремлену ділянку № 2 надали купцю першої гільдії Павлові Лобкові і його дружині Дар'ї. У 1831—1832 роках купець третьої гільдії Федір Курлюков викупив ділянки за борги власників і знову об'єднав в одну. Близько 1836 року він розібрав значно пошкоджений пожежею будинок Туптала і спорудив новий.
1867 року частину садиби, а саме ділянку № 2, викупив В. Барщевський. На цьому місці розташовувались одноповерховий цегляні будинок і крамниці. 1874 року купець Псахій Поляков орендував будинки за умови їх відновлення. Згодом він придбав їх. 1886 року наступний власник міщанин В. Кадацький продав ділянку І. Дмитрієву. У цей час велись будівельні роботи за проєктом архітектора Володимира Ніколаєва.
1895 року у подвір'ї за проєктом архітектора Олександра Кривошеєва звели двоповерховий флігель у цегляному стилі.
1898 року садибу заклали у заставу банку. 1905 року її викупив Бася Янкович Покрас. 1916 року його син продав Л. Буху. Останньою власницею була дружина васильківського купця Б.-Е. Лишак.
1922 року більшовики остаточно націоналізували садибу. Розташовані поруч із Житнім ринком будинки у різні роки займали бакалійна, бублична крамниця, олійня зі складом, слюсарна майстерня, майстерня ремонту взуття, перукарня, а флігель — кондитерська фабрика.
У 1991 році в чотириповерховому будинку № 2-А провели ремонтні роботи.

## Архітектура

### Головний будинок №2-Б

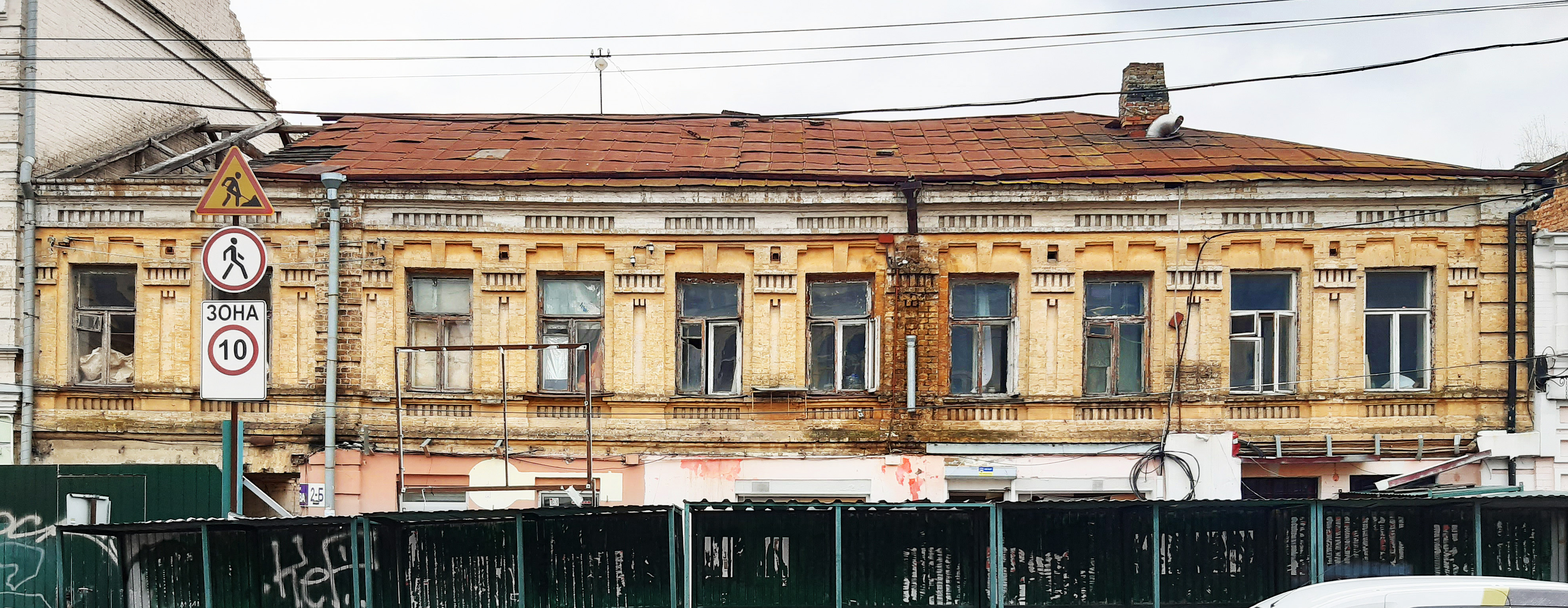
Будинок № 2-Б

Двоповерхову, цегляну, прямокутну в плані будівлю спорудили за зразковим проєктом у 1830-х роках і перебудували 1875 року. 1897 року надбудували поверх.
Композиція ритмічна. Вікна підкреслені клинчастими сандриками і фланковані лізенами.
Фільонки та фриз орнаментовані поребриком.
Зліва — в'їзд на подвір'я. Дворовий фасад акцентовано ризалітом з горищем.

### Прибутковий будинок №2-А

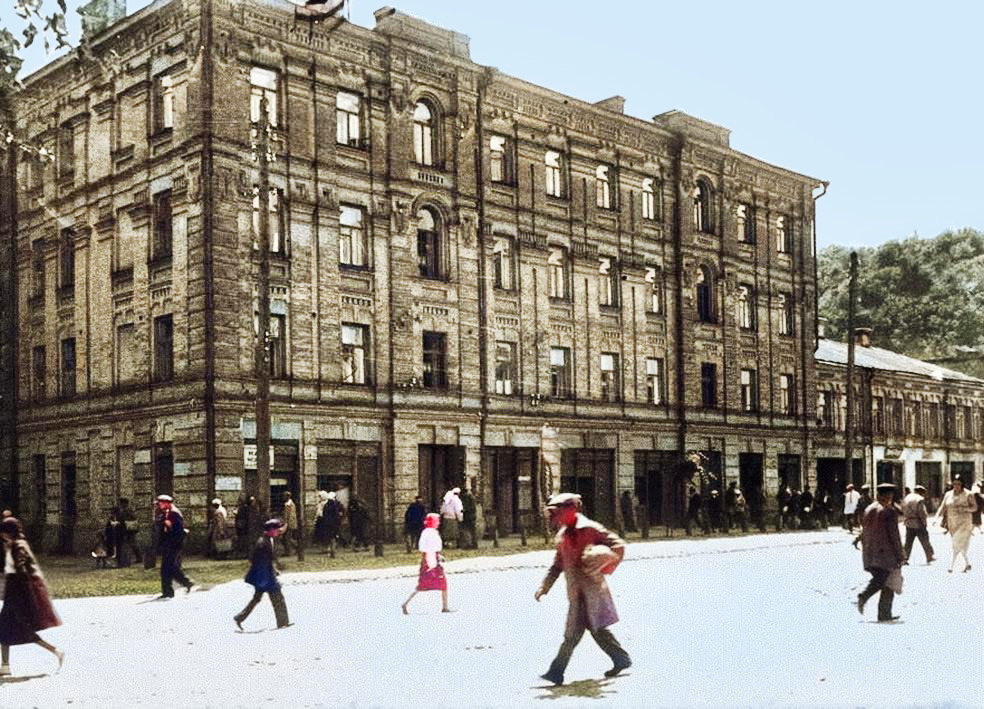
Будинок № 2-А. Фото 1935

Чотириповерхову цегляну, тиньковану, пофарбовану споруду з підвалом і бляшаним дахом збудували 1897 року.
Симетрична композиція фасаду акцентована двома ризалітами. Чоловий і бічний (орієнтований на будинок № 4/9) фасади оформлені у цегляному стилі. Із цегли сформовано декоративні елементи: зубчики, модульйони, рустування.
Вікна мають прямокутні й півциркульні прорізи. Первісно на першому поверсі планувались великі вітрини. Простір міжвіконня на рівні другого—третього поверхів декорований здвоєними пілястрами. Підвіконня і фриз під карнизом орнаментовані поребриком.

### Флігель (№2-Д)
1895 року в глибині садиби спорудили двоповерхову цегляну, Г-подібну будівлю. Флігель — елемент традиційної подільської садиби.

## Знищення пам'ятки
Восени 2010 року Подільська районна рада залучила приватне підприємство «Конвалія-Нерухомість» до реконструкції непридатних для проживання будівель на вулиці Хорива, 2, загальною площею 3109,7 квадратних метра.
Цю фірму заснувала у серпні 2010 року юристка Вікторія Рогач. Керівником став Роман Шингур. Реєстрацію більшості договорів фірми щодо купівлі-продажу квартир здійснювала нотаріус Катерина Охендовська, дружина колишнього глави Центральної виборчої комісії України Михайла Охендовського. Шингур мав спільний бізнес з Охендовським, а також з Олегом Шевчуком, керівником юридичної фірми «Проксен», яка 1990 року отримала від Міністерства юстиції ліцензію № 1 на здійснення юридичної практики. З її діяльністю окрім Шингура, Рогач й Охендовського пов'язані також голова Вищої кваліфікаційної комісії суддів і співзасновник цієї фірми Сергій Козьяков, колишній заступник глави адміністрації президента Олексій Філатов і радник мера Києва Віталія Кличка Сергій Левада.
15 жовтня 2014 року Міністерство культури України внесло будинки комплексу до Державного реєстру нерухомих пам'яток України як пам'ятки архітектури місцевого значення (охоронний № 955/1-Кв і № 955/2-Кв).
У січні 2015 року фірма отримала від департаменту земельних ресурсів міської державної адміністрації дозвіл реконструювати будинки під офісно-торговельний комплекс з підземним паркінгом, щоб згодом взяти їх в оренду на 25 років. Забудовник відселив мешканців і викупив нежитлові приміщення.
Водночас «Конвалія-Нерухомість» оскаржила в суді рішення про внесення будинків до обліку пам'яток архітектури. 15 травня 2015 року Окружний адміністративний суд міста Києва скасував наказ Міністерство культури України, щоб дозволити знищити пам'ятку і звести комерційний об'єкт. Оскільки міністерство не зняло будівлі з обліку, 9 липня 2019 року суд повторно задовольнив позов забудовника.
На початку 2022 року Північний апеляційний господарський суд Києва наклав арешт на садибу та заборонив її продавати власникові. Проте вже в серпні того ж року цей же суд скасував власне рішення та повернув комплекс пам'яток у власність «Конвалія-Нерухомість».
Це рішення було оскаржено у Верховному Суді, який 5 жовтня 2022 року зобов'язав апеляційну інстанцію розглянути позов по суті ще раз.
На останньому засіданні 18 січня 2023 року Касаційний адміністративний суд скасував рішення ОАСК про позбавлення Садиби Дмитрієва статусу пам'ятки та повернув її у власність громади. За час судових процесів «Конвалія-Нерухомість» не здійснювала жодних робіт із реконструкції будівель, попри умови інвестиційного проєкту, натомість було розібрано покрівлі та частково демонтовано вікна.
Історики і громадськість міста наголошують, що незалежно від рішення суду вулиця Хорива — заповідна зона, об'єкти якої перебувають під суворою охороною. На ній дозволяються лише «виявлення та підсилення історичної складової, з дозволу відповідних уповноважених органів охорони культурної спадщини».
До того ж поруч розташований Флорівський монастир, пам'ятка архітектури національного значення. Його статус вимагає зберегти територію від «дисгармонійних втручань» з боку забудовників.

## Галерея

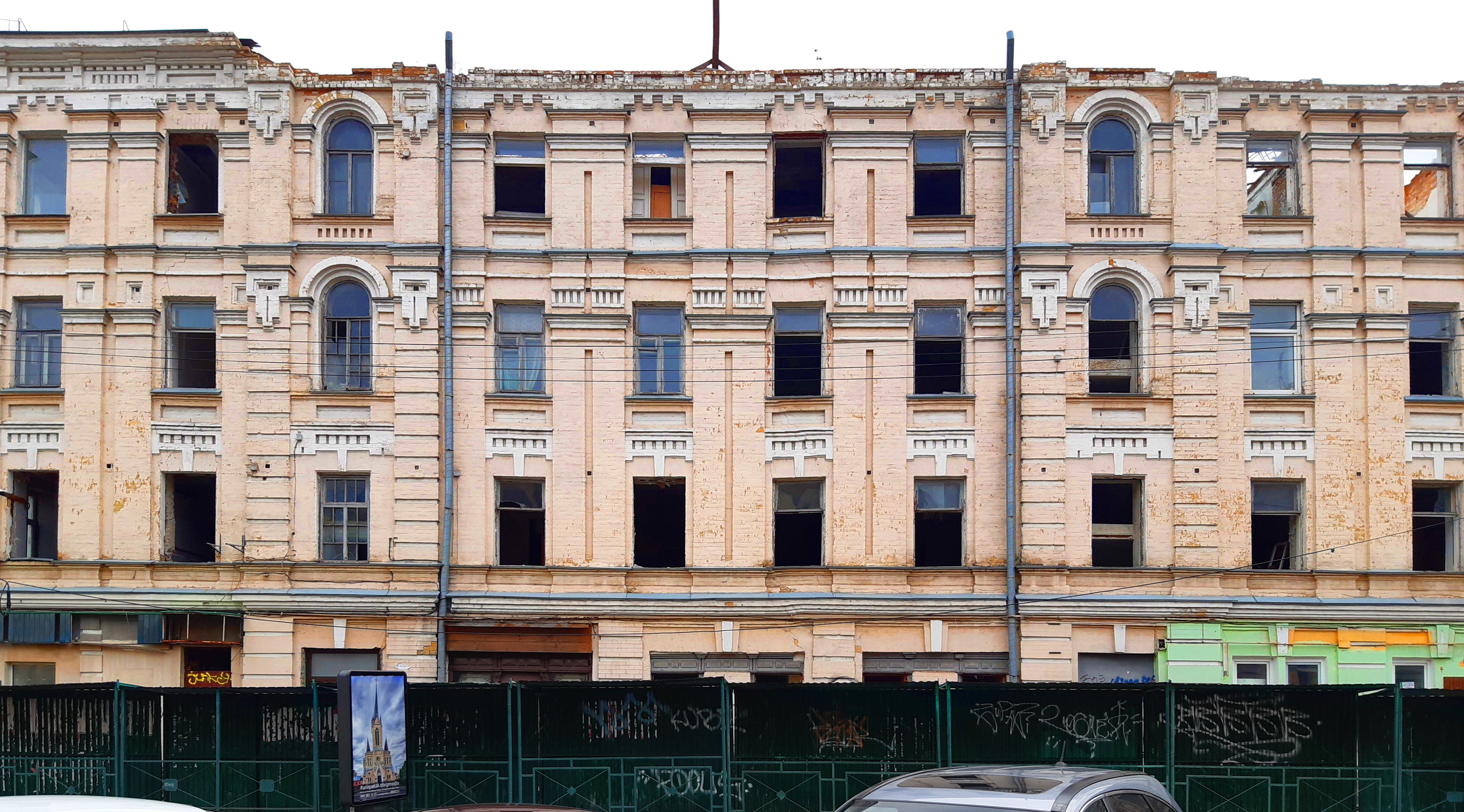
Руїни будинку № 2-А
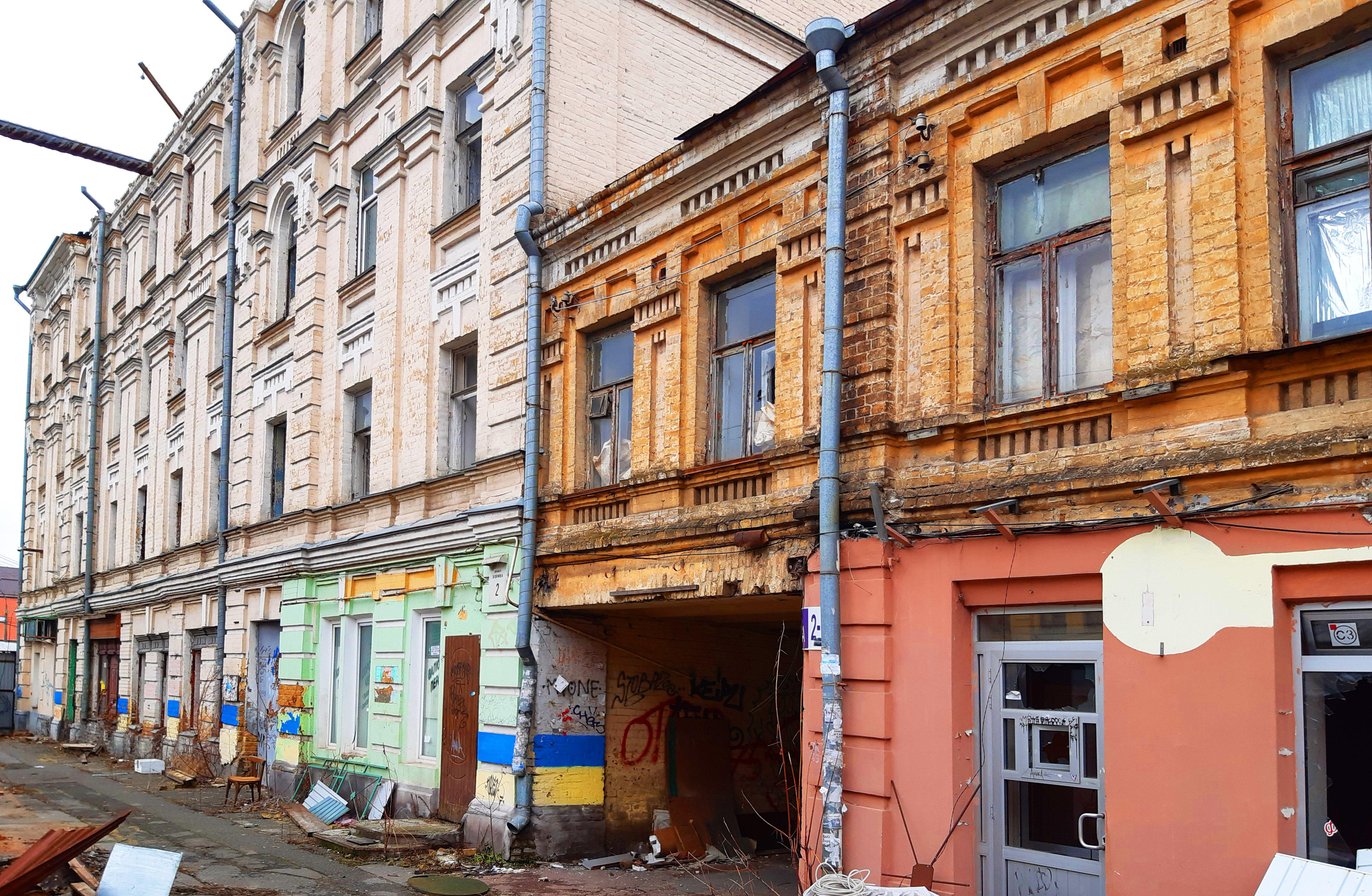
Занедбані будинки № 2-А і 2-Б